# Lajos Csanda
Lajos Csanda (* 15. März 1949 in Šafárikovo) ist ein ungarischer Badmintonspieler und -funktionär. 

## Karriere
Lajos Csanda konnte in seiner aktiven Karriere als Spieler nicht bis in die vorderste Riege der ungarischen Spitzenspieler vordringen, war jedoch als Funktionär und Schiedsrichter umso erfolgreicher. Als Referee war er in den 2000er und 2010er Jahren regelmäßig im BE Circuit aktiv. Er ist Geschäftsführer des Vereins OSC Tollaslabda Szakosztálya, dort ebenfalls als Cheftrainer tätig und Mitglied in der Schiedsrichterkommission des Weltverbandes.

## Referenzen
- Ki kicsoda a magyar sportéletben? Band 1 (A–H). Szekszárd, Babits Kiadó, 1994. ISBN 963-7806-90-3
- http://www.badminton.hu/index.php/mtlsz/Egyesuletek/osc/

| Personendaten    | Personendaten                |
| ---------------- | ---------------------------- |
| NAME             | Csanda, Lajos                |
| KURZBESCHREIBUNG | ungarischer Badmintonspieler |
| GEBURTSDATUM     | 15. März 1949                |
| GEBURTSORT       | Šafárikovo                   |